# Charmadas (Maler)
Charmadas (altgriechisch Χαρμάδας) war ein antiker griechischer Maler, der wahrscheinlich im 7. Jahrhundert v. Chr. tätig war.
Charmadas ist einzig aufgrund der Erwähnung bei Plinius dem Älteren bekannt. Dort wird er neben Deinias und Hygiaion als einer der ältesten griechischen Maler genannt, die nur monochrom (einfarbig) malten (monochromatis fingere).